# ألكسندرا ديفيز
ألكسندرا ديفيز (بالإنجليزية: Alexandra Davies)‏ هي كاتبة سيناريو أسترالية وبريطانية، ولدت في 8 مارس 1977 في نيوكاسل أبون تاين في المملكة المتحدة.

## وصلات خارجية
- ألكسندرا ديفيز على موقع IMDb (الإنجليزية)
- ألكسندرا ديفيز على موقع ألو سيني (الفرنسية)
- ألكسندرا ديفيز على موقع أول موفي (الإنجليزية)
- ألكسندرا ديفيز على موقع قاعدة بيانات الفيلم (الإنجليزية)
- ألكسندرا ديفيز على موقع كينوبويسك (الروسية)